# Uhliská
Uhliská (Hongaars: Bakaszenes) is een Slowaakse gemeente in de regio Nitra, en maakt deel uit van het district Levice.
Uhliská telt 212 inwoners.